# Garlin (Kentucky)
Garlin est une zone non incorporée (Unincorporated community) du comté d'Adair dans le Kentucky.
Le nom de la communauté provient probablement du chef du premier bureau de poste établi en 1903 dans la zone.